# Cladosporium brunneolum
Cladosporium brunneolum är en svampart som beskrevs av Sacc. 1886. Cladosporium brunneolum ingår i släktet Cladosporium och familjen Davidiellaceae.   Inga underarter finns listade i Catalogue of Life.